# Tinantia sprucei
Tinantia sprucei är en himmelsblomsväxtart som beskrevs av Charles Baron Clarke. Tinantia sprucei ingår i släktet änketårssläktet, och familjen himmelsblomsväxter. Inga underarter finns listade.